# Amt Bergen-Land

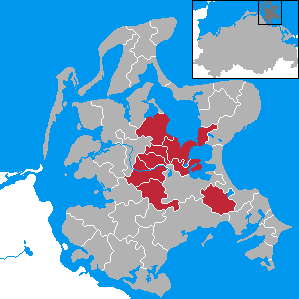
Amt Bergen-Land im Landkreis Rügen

Im Amt Bergen-Land mit Sitz in der nicht amtsangehörigen Stadt Bergen auf Rügen waren die neun Gemeinden Buschvitz, Lietzow, Parchtitz, Patzig, Ralswiek, Rappin, Sehlen, Thesenvitz und Zirkow zur Erledigung ihrer Verwaltungsgeschäfte zusammengeschlossen. Das Amt lag in der Mitte des Landkreises Rügen in Mecklenburg-Vorpommern.
Das Amt ging am 1. Januar 2005 im neu gebildeten Amt Bergen auf Rügen auf.